# Antonín Lanhaus
Antonín Lanhaus (7. března 1908 Smíchov – 21. prosince 1980) byl československý fotbalista, záložník a fotbalový trenér ligového mužstva Bohemians Praha a československé reprezentace.

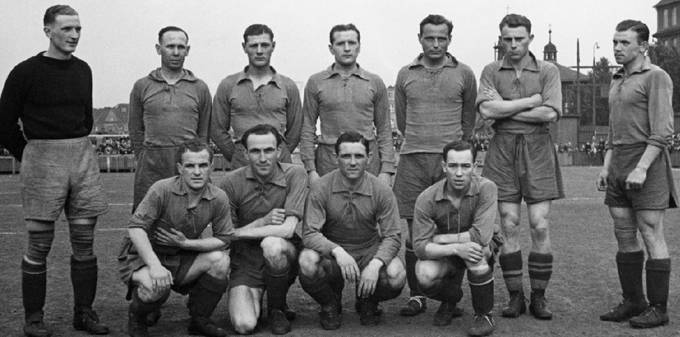
Team Bohemians 1939

## Fotbalová kariéra
Vyrůstal v rodině dlouholotého československého přeborníka a reprezentanta v řecko-římském zápase a později vrchního rady a předsedy klubu Hellas Košíře. Fotbalovou kariéru začal v 6 letech ve Spartě Košíře, kde hrál v žákovském a juniorském týmu do 15 let, kdy přestoupil do Čechoslovanu Košíře, kde hrál na pozici pravého záložníka.
Výtečný, technicky mimořádně vybavený záložník přišel ještě do původního Ďolíčku na počátku třicátých let z Čechoslovanu Košíře. Tehdy si Vršovičtí lovci talentů museli pořádně přispíšit, protože po Lanhausovi už sahaly i jiné přední kluby.V roce 1930 přestoupil do ligového týmu Bohemians. U Botiče se z něj stal velký klubista a opakovaně skončil s týmem v ligové tabulce na třetím místě. V Ďolíčku sehrál více než 150 ligových zápasů, končil až v posledním ročníku protektorátní ligy. V mužstvu se potkal ještě s generací „Australanů”, zahrál si s legendárním Hochmanem, Krejčím, Tyrpeklem, Kolenatým, Pernerem, Bejblem i Melkou. Za svou dlouholetou hráčkou kariéru sehrál 438 utkání a vstřelil 52 gólů.
Za klokany sehrál více než 150 ligových zápasů.

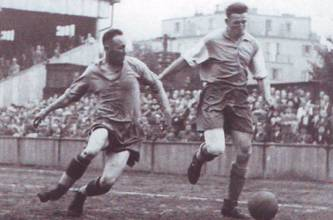
Antonín Lanhaus (vlevo), byl vynikající střední záložník

Snímek 2 je z roku 1941, kdy klokani porazili
Viktorii Plzeň vysoko 7:0.

## Trenérská kariéra
Po skončení aktivní kariéry trénoval prvoligový klub Bohemians Praha po celých 16 let a stal se tak nejdéle působícím trenérem A mužstva fotbalového klubu Bohemians v celé jeho historii. V roce 1952 byl celek Bohemians pověřen reprezentací ve dvou přátelských utkáních s Albánií a tak se stal jako trenér Bohemians trenérem československé reprezentace.